# کریستینا شرودر
کریستینا شرودر (انگلیسی: Kristina Schröder؛ زادهٔ ۳ اوت ۱۹۷۷) یک سیاست‌مدار اهل آلمان است.